# Brontoscorpio
Brontoscorpio anglicus je vrsta fosilnih morskih škorpijonov. Njegovi ostanki so bili odkriti v Trimpleyu, Angliji, vrsta pa je bila opisana samo na osnovi enih samih klešč. Celoten škorpijon je ocenjen na dolžino 90 cm, živel pa je v vodi.
Hranil se je s trilobiti, manjšimi škorpijoni, Acanthodiiji (izumrlimi ribami) ter Pteraspidomorphiji.